# Anne de Marquets
Anne de Marquets  (1533 - 1588) est une poétesse française.

## Biographie
Née dans le comté d'Eu en Normandie, d'une famille noble et aisée, elle entre très jeune au Saint-Louis de Poissy et y reçoit une excellente éducation, dont l'étude du latin et probablement du grec, avec, parmi ses enseignants, Henri Estienne. 
Elle y devient religieuse dominicaine et enseignante. À la suite de sa participation au Colloque de Poissy, elle est restée en relation avec les poètes de la Pléiade. Elle a aussi collaboré durant les années 1560 avec le théologien irénique Claude d'Espence. Elle s'apparenta à la Contre-Réforme, car ses premiers sonnets visaient les Huguenots. En 1568, elle publia des traductions de poésies spirituelles de Marc-Antoine Flaminio, auxquelles elle ajouta des poèmes personnels. 
Devenue aveugle,, elle a dicté ses 480 Sonets (sic) spirituels, poèmes moralisateurs, publiés après sa mort (le 11 mai 1588) par sœur Marie de Fortia, qui en rédige la préface. Mais ses publications précédentes et des diffusions partielles et manuscrites lui avait valu déjà des louanges, notamment de Pierre de Ronsard et de Jean Dorat. Elle meurt en 1588 à Poissy, après avoir formé une génération de jeunes femmes. 
Elle est ensuite un peu oubliée, avant que son rôle précurseur dans la poésie du XVIe siècle ne soit davantage reconnue, au XXe siècle.

## Œuvres

### Poésies
- Anne de Marquets, Sonets, prières et devises en forme de pasquins pour l'assemblée de messieurs les prélats et docteurs, tenue à Poissy, MDLXI, Paris, G. Morel, 1566, Sign. a-e ; in-8 (BNF 30889361)
Sonets, prières et devises en forme de pasquins sur Gallica
- Anne de Marquets, Sonets spirituels de feüe très vertueuse et très-docte dame Sr Anne de Marquet, religieuse à Poissi, sur les dimanches et principales solennitez de l'année., Paris, C. Morel, 1605, 357 p. : planche gravée ; in-8 (BNF 30889362)
Sonets spirituels de feüe très vertueuse et très-docte dame Sr Anne de Marquet sur Gallica
- Anne de Marquets et Gary Ferguson (Éditeur scientifique), Sonets spirituels : éd. critique par Gary Ferguson, Genève, Droz, coll. « Textes littéraires français » (no 481), 1997, 424 p. ; 18 cm (ISBN 978-2-600-00223-3, ISSN 0257-4063, BNF 36970788)
- Anne de Marquets, Sonnets et cantiques ou chansons spirituelles pour louer Dieu, Paris, Nicolas Chesneau, 1566

### Traductions
- (la) Claude d' Espence (trad. Anne de Marquet (pour Parasceve)), Urbanarum meditationum in hoc sacro & civili bello elegiæ duæ : Eucharistia. Parasceve. Aenigma, Parisiis, F. Morellum, 1563, 27 p. ; in-8 (BNF 30406514)[8]
- (la) Église catholique (trad. Anne de Marquet (pour Violæ martiæ descriptio)), Collectarum ecclesiasticarum liber unus : per Claudium Espencæum, Parisiis, G. Morelii, 1566, In-8 °, 167 p. (BNF 36822571)[8]
Collectarum ecclesiasticarum liber unus sur Gallica
- Marco Antonio Flaminio (d) (trad. Anne de Marquet), Les divines poésies de Marc Antoine Flaminius : contenantes diverses prières, méditations, hymnes et actions de grâce à Dieu, mises en françois, avec le latin respondant l'un à l'autre, avec plusieurs sonnets et cantiques ou chansons spirituelles pour louer Dieu., Paris, N. Chesneau, 1569, 87 p. ; in-8 (BNF 30439899, lire en ligne)